# Theresienstadt (Film)
Theresienstadt. Ein Dokumentarfilm aus dem jüdischen Siedlungsgebiet ist ein im Stil des Dokumentarfilms in der Zeit des Nationalsozialismus von den Nationalsozialisten produzierter Entwurf für einen NS-Propaganda-Film, der vom August bis September 1944 gedreht wurde. Er sollte die angeblich guten Lebensverhältnisse im Konzentrationslager Ghetto Theresienstadt (ein NS-Sammel-/Konzentrationslager im heutigen Terezín in Tschechien) darstellen und damit zur Verschleierung der Vernichtungspolitik des NS-Regimes beitragen. Eine Komplettfassung, soweit das heute nachvollzogen werden kann, wurde im März/April 1945 NS-intern vorgeführt. Er wurde niemals öffentlich aufgeführt; die vollständige Filmkopie gilt seitdem als verschollen. Szenen aus dem Filmmaterial wurden in der Nachkriegszeit publiziert.
Der Regisseur und Drehbuchautor des Films, der Häftling Kurt Gerron, und die meisten prominenten unfreiwilligen „Mitwirkenden“ wie auch fast alle Kinder-Darsteller wurden nach den Aufnahmen nach Auschwitz deportiert und dort ermordet.

## Handlung (Fragment)
Der Film zeigt ein scheinbar normales Leben der Juden im Ghetto Theresienstadt und folgt einem schematisierten Tagesablauf. Es werden unter anderem Arbeitsszenen verschiedener Handwerker mit dem Hinweis „sie können in Theresienstadt ihren Berufen nachgehen“ gezeigt; auch Künstler („Ein Bildhauer beim Entwurf einer Brunnenanlage“) haben Arbeit. Eine Barackenstadt wird als „Arbeitszentrum“ deklariert. Während Szenen in einer Großraumnäherei wird die kontinuierliche „Eingliederung von Arbeitswilligen unter Anleitung von Fachkräften“ behauptet.
Nach dem „Feierabend“ sei „die Freizeitgestaltung jedem Einzelnen überlassen“ und dabei besonders beliebt und von vielen Zuschauern besucht das „Fußballwettspiel auf dem Hof einer ehemaligen Kasernenanlage“. Mit der Bemerkung „Ein Dampfbad steht der Bevölkerung zur Verfügung“ sieht man nackte, duschende Männer. Gezeigt werden auch die „Zentralbücherei mit reichhaltiger wissenschaftlicher Literatur“, eine „gut besuchte Vortragsreihe über wissenschaftliche und künstlerische Themen“ sowie eine „musikalische Darbietung eines Werkes eines in Theresienstadt lebenden jüdischen Komponisten“ durch ein Orchester. Die Kleingärtnerei innerhalb der Festung Theresienstadt wird als „Schrebergärten der Familien, in denen es ständig zu jäten und zu gießen gibt, die jedoch einen willkommenen Zuschuss für die Küche bringen“, bezeichnet.
Szenen eines offensichtlichen Lagers mit Holzdoppelstockbetten sind von der Bemerkung: „Alleinstehende Frauen und Mädchen machen es sich in ihrem Frauenheim gemütlich“ begleitet.

## Hintergrund der Filmproduktion
Als besetztes Land sah sich auch Dänemark mit der Verfolgung der Juden konfrontiert. Die dänische Regierung forderte Aufklärung über das Schicksal von etwa 450 dänischen Juden, die in der Rettung der dänischen Juden nach Schweden im Oktober 1943 nicht einbezogen werden konnten und in das Ghetto Theresienstadt deportiert worden waren. Adolf Eichmann erteilte schließlich Vertretern der dänischen Regierung sowie des Internationalen Komitees vom Roten Kreuz die Erlaubnis, das Ghetto Theresienstadt am 23. Juni 1944 zu besichtigen.
Diesem Besuch war monatelang eine Reihe von „Verschönerungsmaßnahmen“ vorangegangen. Im Mai 1944 wurden 7500 Menschen nach Auschwitz deportiert, um das Ghetto, welches durchschnittlich mehrere zehntausend Menschen beherbergte und dabei für nur 7000 konzipiert war, weniger überfüllt erscheinen zu lassen. Es wurde eine Fassade errichtet, die das tatsächliche Leid der Bewohner Theresienstadts kaschierte, worauf die ausländischen Delegierten positive Berichte einreichten. Daraufhin verzichtete das Internationale Komitee vom Roten Kreuz darauf, andere Lager im Osten zu inspizieren.
Die Entscheidung zum Dreh des Filmes fiel wohl kurze Zeit nach dem Besuch der Delegationen, also dem 23. Juni 1944. Als Auftraggeber gilt SS-Sturmbannführer Hans Günther, Leiter des Prager „Zentralamts zur Regelung der Judenfrage in Böhmen und Mähren“.

Die Produktion begann ungefähr sieben Wochen nach dem Besuch der Delegationen. Ein verbreiteter Fehlglaube ist, dass Joseph Goebbels dabei eine tragende Rolle, wenn nicht die Führungsposition innegehabt habe. Tatsächlich hatte der seinerzeitige Reichsprotektor von Böhmen und Mähren, Reinhard Heydrich, eine gewisse Entscheidungskraft in seiner Position gebündelt. Er trug die Verantwortung für die gesamte NS-Propaganda im Protektorat Böhmen und Mähren. Daraus resultierten Spannungen mit dem Reichspropagandaministerium Goebbels’. Diese waren 1941 in der Goebbels-Heydrich-Abmachung beigelegt worden, in der festgelegt wurde, dass jegliche Propaganda ausschließlich über Goebbels laufen durfte. Eine Vorbehaltsklausel schloss dabei allerdings SS-Aktivitäten aus. Der gesamte Film wurde ein SS-Projekt, von dessen Leitung das Reichspropagandaministerium gänzlich ausgeschlossen blieb.
Die Lagerkommandantur unter Lagerkommandant Karl Rahm verpflichtete den einige Monate später im Vernichtungslager Auschwitz-Birkenau ermordeten Schauspieler und Regisseur Kurt Gerron mit der Bildung eines Produktionsstabs. Gleichzeitig hatte Gerron nach außen die Position des Spielleiters inne, dessen Einflusskraft freilich arg beschnitten wurde. Augenzeugen berichten, dass Gerron tagtäglich von SS-Männern beobachtet wurde, die ihm überall hin folgten und selbst die Einstellung der Kamera genauestens inspizierten. Allem Anschein nach wollte man kein unnötiges Risiko allzu freier künstlerischer Bearbeitung eingehen. Das Kamerateam stammte von der Prager Wochenschau-Gesellschaft Aktualita, die damals von Karel Pečený geleitet wurde. Gerron fertigte zwei Versionen eines Drehbuchs und ein bis zwei Tagesberichte über die insgesamt elf Drehtage an, die heute noch erhalten sind. Das Material wurde ohne seine Aufsicht in Prag geschnitten. Am 28. März 1945 wurde der Film fertiggestellt.
Im Film treten mehrere hundert Statisten auf, darunter auch Prominente, die sich der Welt als noch lebend zeigen sollten. Bei einigen Personen sind dies die letzten Bildnisse vor ihrem Tod.
Die Musik zum Film wurde im August und September 1944 teils unter Gerrons Leitung (oder zumindest in seiner Anwesenheit), teils unter der des Komponisten Peter Deutsch aufgenommen. Interpreten waren das von Karel Ančerl dirigierte Orchester mit Kindern des Lagers, die die Kinderoper Brundibár aufführten, und die Jazzband Ghetto Swingers.

## Aufführungen
Der fertige Film wurde viermal einem ausgewählten Publikum vorgeführt. Ende März oder Anfang April 1945 wurde er dem deutschen Staatsminister für Böhmen und Mähren Karl Hermann Frank und hochrangigen SS-Offizieren in Anwesenheit von Hans Günther und Karl Rahm gezeigt. Die Vorführung fand im Prager Czernin-Palast statt, dem Sitz Franks. Am 6. April 1945 wurde er in Theresienstadt den Delegierten des Internationalen Roten Kreuzes Dr. Otto Lehner und Paul Dunant gezeigt. Dabei waren der Schweizer Diplomat Buchmüller, SS-Standartenführer Erwin Weinmann, Legationsrat Eberhard von Thadden und der Gesandte Erich von Luckwald, beide Funktionäre des Auswärtigen Amtes. Am 16. April 1945 wurde er dem Schweizer Benoît Musy, Sohn von Jean-Marie Musy, in Anwesenheit von SS-Obersturmführer Franz Göring gezeigt. Am selben Tag wurde er Rezsö Kasztner, Repräsentant des „Komitees für Hilfe und Rettung“ von Budapest, gezeigt. Anwesend waren SS-Obersturmbannführer Hermann Krumey, SS-Hauptsturmführer Otto Hunsche, Hans Günther, SS-Obersturmführer Gerhard Paul Günnel, Karl Rahm und der Judenälteste Benjamin Murmelstein.

## Propagandistische Wirkung
Ursprünglich dafür konzipiert, im Ausland den umgehenden Gerüchten über die planmäßig ablaufende NS-Judenvernichtung entgegenzuwirken, wären wohl zahlreiche Kopien des Filmes an internationale Organisationen wie das Internationale Komitee vom Roten Kreuz, neutrale Staaten und den Vatikan versandt worden. Da aber nach der Fertigstellung des Filmes am 28. März 1945 sowohl Wege als auch Mittel einer Kommunikation mit dem Ausland verwehrt blieben, fand der Film dort auch keine Beachtung.
Zu diesem Zeitpunkt hätte ein derartiger Propagandafilm keine nennenswerte Wirkung erzielt, zumal bereits im Mai/Juni 1944 ein ausführlicher Bericht über die organisierte Tötungsmaschinerie in Auschwitz das Ausland erreichte. Im Bewusstsein der Existenz der Gaskammern hätte wohl dementsprechende euphemistische Propaganda nicht das Geringste erzielt. Schließlich legte die stets näher rückende Ostfront all jene bis dahin kaschierten Verbrechen offen, die das Ausland vorher nur als Zeugen-Bekundungen erreicht hatten.
H. G. Adler, der ein bis heute gültiges Standardwerk über Theresienstadt verfasste, berichtet in der Dokumentation Die verheimlichte Wahrheit (1958) über eine Wochenschau vom Herbst 1944, in der eine Kaffeehaus-Szene aus dem Film und anschließend Bilder von der Kriegsfront gezeigt werden, wozu der Sprecher kommentiert:

„Während in Theresienstadt Juden bei Kaffee und Kuchen sitzen und tanzen, tragen unsere Soldaten alle Lasten eines furchtbaren Krieges, Not und Entbehrungen, um die Heimat zu verteidigen.“

## Prominente Protagonisten
Für die Produktion des Films wurden etliche prominente Persönlichkeiten gezwungen, als Protagonisten in Erscheinung zu treten. Zu diesen prominenten Personen gehörten Wissenschaftler, Künstler, Politiker, Industrielle und Glaubensvertreter der damaligen Zeit:
- Maximilian Adler, Prager Philologe und Hochschullehrer (Sequenz 33)
- Karel Ančerl, Dirigent (Sequenz 34)
- Leo Baeck, Rabbiner (Sequenz 33)
- David Cohen, Historiker und Hochschullehrer aus Amsterdam (Sequenz 32, 37)
- Dr. jur. Alexander Cohn, Kammergerichtsrat aus Berlin (Sequenz 33)
- Ellie von Bleichröder (Sequenz 33)
- Elisabeth Czech, die Witwe eines früheren tschechischen Ministers (Sequenz 34)
- Heinrich Dessauer, Wien (Sequenz 34)
- Paul Eppstein, Soziologe (Sequenz 6, 10)
- Karel Fischer, Dirigent (Sequenz 1)
- Johann Friedländer (Sequenz 6)
- Max Friediger, dänischer Oberrabbiner (Sequenz 6)
- Desider Friedmann, Präsident der Israelitischen Kultusgemeinde Wien (Sequenz 32)
- Heinrich Gans, Wien (Sequenz 34)
- Kurt Gerron, Regisseur des Films Theresienstadt
- Rolf Grabower, Berlin
- Georg Gradnauer, deutscher Sozialdemokrat (Sequenz 6)
- Friedrich Gutmann, Berlin (Sequenz 34)
- Pavel Haas, Komponist aus Brno (Sequenz 34)
- Frau von Hennicke
- Karl Löwenstein, Bankier (Sequenz 34)
- Leo Löwenstein, deutscher Physiker und Chemiker aus Aachen (Sequenz 34)
- Franz Kahn, Zionist (Sequenz 34)
- Ernst Kantorowicz, Jurist und SPD-Politiker aus Frankfurt (Sequenz 32)
- Heinrich Klang, österreichischer Professor der Rechtswissenschaften (Sequenz 33)
- Emil Klein, Professor aus Jena (Sequenz 33)
- Philipp Kozower von der jüdischen Kulturgemeinde aus Berlin sowie seine Frau
- Hans Krása, Komponist aus Prag (Sequenz 34)
- Robert Mandler, Prager jüdische Kultusgemeinde (Sequenz 34)
- Carl Meinhard, Schauspieler und Theaterdirektor (Sequenz 34)
- Alfred Meissner, tschechoslowakischer Justizminister (Sequenz 6)
- Léon Meyer (Sequenz 6)
- Ove Meyer, Industrieller (Sequenz 34)
- Julius Moritz, Berlin (Sequenz 34)
- Leon Neuberger, österreichischer Oberst a. D.
- Morits Oppenhejm und Melanie Oppenhejm, Industriellenehepaar aus Kopenhagen, Eltern von Ralph Oppenhejm (Sequenz 34)
- Benjamin Murmelstein, Rabbiner aus Wien und Vorsitzender des Ältestenrats im KZ Theresienstadt (Sequenz 33)
- Alfred Philippson, Geograph aus Bonn (Sequenz 33)
- Dr. Ernst Rosenthal, Mitglied der jüdischen Kultusgemeinde aus Berlin (Sequenz 34)
- Julie Salinger, Sängerin (Sequenz 8)
- Rudolf Saudek, Professor und Bildhauer aus Leipzig (Sequenz 28, 34)
- Clara Schultz (Sequenz 6)
- Ida Franziska Schneidhuber, erste Ehefrau des Münchener SA-Obergruppenführers August Schneidhuber (Sequenz 33)
- Coco Schumann, deutsche Jazzlegende
- Emil Sommer, österreichischer General (Sequenz 6)
- Erich Springer, Leiter der Chirurgie im Ghetto (Sequenz 34)
- Otto Stargardt (Sequenz 33)
- Artur Stein, Professor aus Prag (Sequenz 33)
- Hermann Strauss, Professor (Sequenz 33)
- Leo Taussig, Prager Psychologe und Neurologe (Sequenz 33)
- Emil Utitz, Philosoph, Psychologe und Kunsttheoretiker aus Wien (Sequenz 33)

## Überlieferung und Erhaltungszustand
Nach Ende des Zweiten Weltkriegs verschwand die 38 Sequenzen umfassende Endfassung des Films.
1964 tauchte ein rund 15 Minuten langes Fragment im Prager Filmarchiv auf. 1987 wurden weitere Fragmente in Yad Vashem gefunden.
Der Film ist heute nur fragmentarisch erhalten; es liegen nur eine Reihe von zum Teil auch unvollständigen Sequenzen vor. Eine kanadische Fassung enthält 23 Minuten der ursprünglich etwa 90 Minuten:
Übersicht über die erhaltenen Sequenzen und Fragmente
| Sequenz | 1    | 2    | 3  | 4  | 5  | 6    | 7       | 8       | 9       | 10      | 11      | 12      | 13      | 14      | 15      | 16      | 17      | 18      | 19 |
| ------- | ---- | ---- | -- | -- | -- | ---- | ------- | ------- | ------- | ------- | ------- | ------- | ------- | ------- | ------- | ------- | ------- | ------- | -- |
| Quellen | B, Y | B, Y | B* | B* | B* | B, Y | B, Y    | B*      | B*      | B, Y    | B’, Y’  |         | B*      |         | B, Y    | B, Y    | B, Y    |         |    |
| Sequenz | 20   | 21   | 22 | 23 | 24 | 25   | 26      | 27      | 28      | 29      | 30      | 31      | 32      | 33      | 34      | 35      | 36      | 37      | 38 |
| Quellen | B*   |      | B* |    | B* | B*   | B, F, N | B, F, N | B, F, N | B, F, N | B, F, N | B, F, N | B, F, N | B, F, N | B, F, N | B, F, N | B, F, N | B, F, N |    |

B: Bundesarchiv – Filmarchiv, Berlin; F: Filmmuseum München; N: Narodny filmový archív, Prag; Y: Yad Vashem, Jerusalem
* Einzelbilder (Auslassung, wenn komplette Sequenz am gleichen Ort vorhanden ist); x’ Anfang

## „Der Führer schenkt den Juden eine Stadt“
Der Film ist auch unter dem Titel Der Führer schenkt den Juden eine Stadt bekannt geworden. Dieser vielfach kolportierte Titel ist aber weder in den Aufzeichnungen Kurt Gerrons noch im Film selbst zu finden. Er tauchte zuerst in Erinnerungsberichten von beteiligten Ghettoinsassen auf, auch in der Variante Adolf Hitler schenkt den Juden eine Stadt. Der scheinbare Zynismus dieses Filmtitels stellt sich in diesem Licht als sarkastischer Witz der zur Filmproduktion Gezwungenen dar. So sieht es auch der Gitarrist und Schlagzeuger Coco Schumann, damals Lagerinsasse und Musiker der Jazzband Ghetto Swingers.